# Johan Oremo
Carl Johan Olof Oremo (Söderhamn, 24 ottobre 1986) è un calciatore svedese, attaccante dell'Ängelholms FF.

## Carriera
Dopo alcune parentesi tra Rengsjö SK (sesta serie nazionale), Bollnäs GIF e Söderhamns FF (quinta serie), nel 2007 Oremo si trasferisce al Gefle per la sua prima stagione in Allsvenskan. Al primo anno realizza 11 reti in 24 partite, mettendosi in luce tanto da essere acquistato dal Djurgården il 3 luglio 2008, con la firma di un contratto da 4 anni e mezzo.
La stagione seguente ha visto Oremo a secco di reti, con 0 gol all'attivo nonostante le 14 presenze. Nel settembre dello stesso anno si è inoltre infortunato ad un piede. Nell'ottobre 2010 invece ha riportato un infortunio al legamento crociato.
Nel febbraio 2012, complice la sua uscita dai piani del tecnico Magnus Pehrsson, Oremo è ritornato a titolo definitivo al suo club precedente, il Gefle. Al termine della stagione 2016 la squadra è retrocessa in Superettan, ma il giocatore è rimasto inizialmente in rosa. A metà stagione 2017, con il Gefle indirizzato verso la seconda retrocessione consecutiva nonché in crisi finanziaria, Oremo ha lasciato il club dopo cinque anni e mezzo (che si aggiungono all'anno e mezzo trascorso tra il 2007 e l'estate del 2008).
La sua squadra successiva è stata l'Halmstad, a cui si è aggregato nel luglio 2017 dunque a metà stagione. Ha segnato al debutto, ma dopo 6 partite e 3 gol si è nuovamente infortunato al legamento crociato e l'Halmstad è sceso in Superettan. Nel 2018 ha segnato 6 gol in 28 partite, mentre il campionato 2019 l'ha dovuto saltare per intero in quanto in precampionato si è lesionato il legamento crociato per la terza volta in carriera.
Ristabilitosi nuovamente, nel gennaio 2020 ha firmato un contratto semestrale con i polacchi del Wigry Suwałki, nella seconda serie nazionale. L'8 luglio dello stesso anno è tornato a far parte di una squadra svedese iniziando a militare nell'Ängelholm in Division 2, il quarto livello del calcio nazionale, con cui ha conquistato poi la promozione in terza serie al termine dell'annata 2021 grazie anche ai suoi 23 gol in 27 partite. Ritiratosi al termine della stagione 2022, è tornato in attività dopo alcuni mesi nel settembre 2023, contribuendo al raggiungimento della salvezza del club con 6 gol in 10 partite di stagione regolare più 2 gol in altrettante partite valide per gli spareggi salvezza. Alcuni mesi dopo, nell'agosto 2024, ha cominciato una nuova parentesi all'Ängelholms FF.